# Campionati oceaniani di badminton 2022
I Campionati oceaniani di badminton 2022 si sono svolti a Melbourne, in Australia, dal 28 aprile al 1º maggio 2022. È stata la 16ª edizione del torneo, organizzato dalla Badminton Oceania.

## Podi
| Evento              | Oro                                     | Argento                              | Bronzo                            |
| Singolare maschile  | Edward Lau                              | Nathan Tang                          | Lin Ying Xiang                    |
| Singolare maschile  | Edward Lau                              | Nathan Tang                          | Oscar Guo                         |
| Singolare femminile | Chen Hsuan-yu                           | Louisa Ma                            | Sydney Tjonadi                    |
| Singolare femminile | Chen Hsuan-yu                           | Louisa Ma                            | Tiffany Ho                        |
| Doppio maschile     | Abhinav Manota Jack Wang                | Kenneth Choo Zhe Hooi Lim Ming Chuen | Lin Ying Xiang Teoh Kai Chen      |
| Doppio maschile     | Abhinav Manota Jack Wang                | Kenneth Choo Zhe Hooi Lim Ming Chuen | Jordan Yang Frederick Zhao        |
| Doppio femminile    | Joyce Choong Sylvina Kurniawan          | Kaitlyn Ea Gronya Somerville         | Jazmine Lam Sydney Tjonadi        |
| Doppio femminile    | Joyce Choong Sylvina Kurniawan          | Kaitlyn Ea Gronya Somerville         | Dania Nugroho Catrina Tan Chia-yu |
| Doppio misto        | Kenneth Choo Zhe Hooi Gronya Somerville | Oliver Leydon-Davis Anona Pak        | Mitchell Wheller Angela Yu        |
| Doppio misto        | Kenneth Choo Zhe Hooi Gronya Somerville | Oliver Leydon-Davis Anona Pak        | Jordan Yang Maureen Wijaya        |

## Medagliere
| Posiz. | Nazione       | Oro | Argento | Bronzo | Totale |
| ------ | ------------- | --- | ------- | ------ | ------ |
| 1      | Australia     | 3   | 4       | 9      | 16     |
| 2      | Nuova Zelanda | 2   | 1       | 1      | 4      |
| Totale | Totale        | 5   | 5       | 10     | 20     |